# Kuvikal Point
Der Kuvikal Point (englisch; bulgarisch нос Кувикъл nos Kuwikal) ist eine Landspitze an der Nordküste von Krogh Island im Archipel der Biscoe-Inseln vor der Westküste der Antarktischen Halbinsel. Sie trennt 4,3 km ostsüdöstlich des Edholm Point und 4,1 km westlich des Burton Point die Transmarisca Bay im Westen von der Suregetes Cove im Osten. Eine Gruppe kleiner Inseln erstreckt sich vor dieser Landspitze über eine Länge von 2 km in südwest-nordöstlicher sowie 2 km in südsüdost-nordnordwestlicher Ausrichtung. 
Britische Wissenschaftler kartierten sie 1976. Die bulgarische Kommission für Antarktische Geographische Namen benannte sie 2013 nach dem Berg Kuwikal in den bulgarischen Rhodopen.